# Ane Dahl Torp

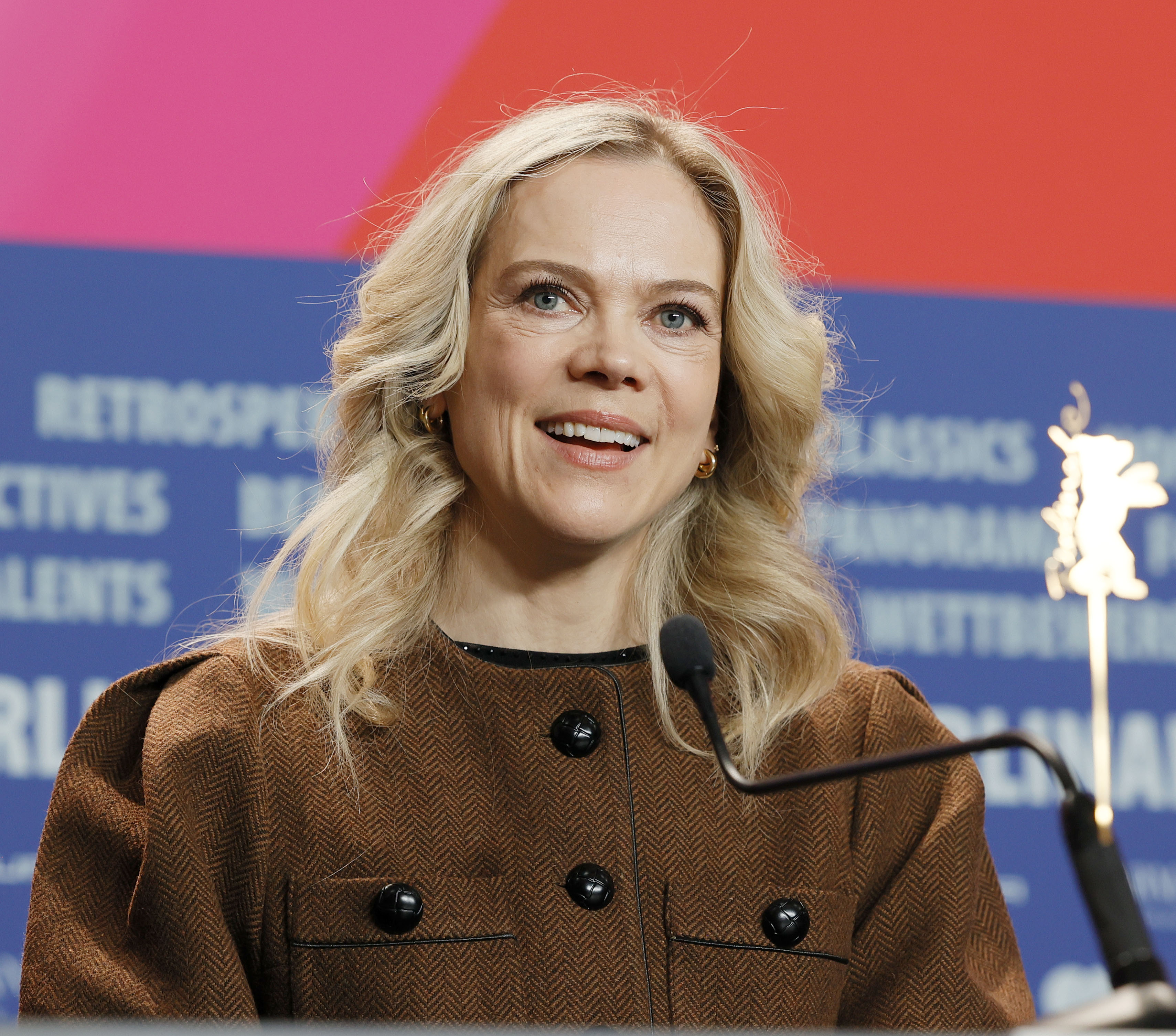
Ane Dahl Torp auf der Berlinale 2025

Ane Dahl Torp (* 1. August 1975 in Bærum) ist eine norwegische Schauspielerin.

## Leben
Ane Dahl Torp ist die Tochter des Professors für Nordgermanische Sprachen Arne Torp und der Lektorin Berit Helene «Bitte» Dahl.
Dahl Torp begann frühzeitig bereits im Kindesalter am Bærum Barneteater (Bærum-Kindertheater) mitzuwirken und absolvierte von 1996 bis 1999 eine Schauspieler-Ausbildung an der Statens teaterhøgskole. Nach dem Abschluss ihres Studiums arbeitete sie zunächst am Teatret Vårt in Molde und ab 2002 trat sie im Det Norske Teatret in Oslo auf. 2009 spielte sie am Theater zwei völlig verschiedene Charaktere, so als gutherzige Stewardess Greta in der Aufführung Boeing Boeing am Dizzie Showteater und trat in dem Stück Drapene i Aalst im POS Theatre Company als Kindermörderin auf.
Dahl Torp hatte im Jahr 2000 ihr Filmdebüt in dem norwegischen Kurzfilm 1 av 6 und in der Miniserie Fire høytider als Hanne Åsland einen Auftritt. Danach bekam sie mehrere Auftritte als Schauspielerin im norwegischen Film und Fernsehen. Für ihre Rolle als Trude Eriksen in der Fernsehserie Svarte penger...hvite løgner wurde sie 2004 mit dem Amanda-Preis in der Kategorie «Beste weibliche Schauspielerin» ausgezeichnet. Eine weitere bekannte Rolle hatte sie 2006 als Nina Skåtøy in Hans Petter Molands Film Genosse Pedersen, gewann sie nochmals die gleiche Auszeichnung in der gleichen Kategorie. 2004 erhielt sie den Folkets Amanda-Preis, und 2013 Blå fugl-Preis des Radioteatrets.

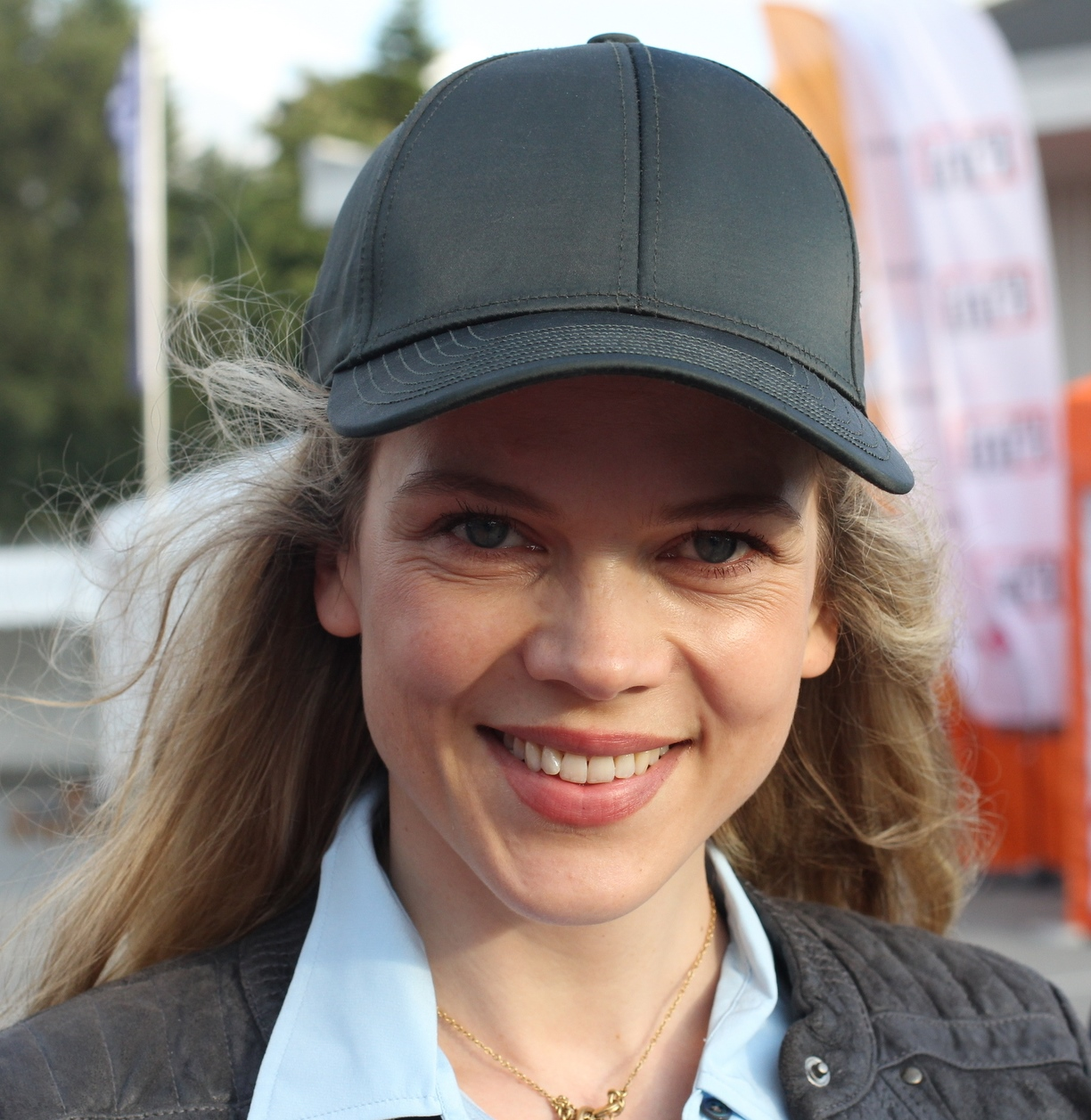
Torp auf der Vorpremiere zu dem Film Pioneer auf der ONS Norway 2013.

Weitere Rollen spielte Dahl Torp in Film und Fernsehen, so hatte sie 2006 unter anderem die Hauptrolle als Mette Hermansen in dem Film Uro, jener insgesamt gute Kritiken erhielt. Ebenso wirkte Dahl Torp von 2007 bis 2008 in der norwegischen Fernsehserie Codename Hunter mit einem Auftritt als Gisela Søderlund bzw. Kikki mit. 2009 trat sie in Dead Snow als Sara auf und in der Filmreihe der Der Wolf spielte sie in der Episode Varg Veum – Geschäft mit dem Tod die Rolle der Elise Blom, sowie in King Curling – Blanke Nerven, dünnes Eis als Trine Kristine. 2012 spielte sie in deutschen Spielfilm Gnade von Matthias Glasner die Norwegerin Linda und in Wie du mich siehst als Vibeke. Von 2013 bis 2015 trat sie als Pernilla in Mord im Mittsommer, 2014 in 1001 Gramm als Marie auf. Im Jahr 2015 spielte sie in dem Thriller The Wave – Die Todeswelle die Rolle der Idun und in der Politserie Occupied – Die Besatzung Bente Norum.
2020 übernahm sie in Amanda Kernells Familiendrama Charter die Hauptrolle einer geschiedenen Mutter, die ihre Kinder während eines Sorgerechtsstreits nach langer Abwesenheit aus dem winterlichen Nordschweden nach Spanien entführt. Der Film wurde beim Sundance Film Festival 2020 uraufgeführt und brachte Dahl Torp eine Nominierung für den Europäischen Filmpreis als Beste Darstellerin ein. Darüber hinaus wurde Charter als schwedischer Beitrag für die Kategorie „bester internationaler Film“ bei der Oscarverleihung 2021 ausgewählt.
Im Jahr 2024 gehörte Torp zum weiblichen Schauspielensemble des Spielfilms Oslo Stories: Träume von Dag Johan Haugerud, der auf der Berlinale 2025 den Hauptpreis gewann. 

## Filmografie (Auswahl)

### Film und Fernsehserien
- 2000: Fire høytider (Mini-Serie)
- 2000: 1 av 6 (Kurzfilm)
- 2002: Anolit
- 2003: Kvinnen i mitt liv
- 2003: Elling – Nicht ohne meine Mutter (Mors Elling)
- 2004: Pappa
- 2004: Hos Martin
- 2004: Svarte penger, hvite løgner
- 2004: Die Farbe der Milch (Ikke naken)
- 2008: Lønsj
- 2006: Genosse Pedersen (Gymnaslærer Pedersen)
- 2006: Uro
- 2007: Boats – Elias und die königliche Yacht (Elias og kongeskipet, Animationsfilm, Synchronsprecherin als Berte)
- 2007: Lønsj
- 2007–2008: Codename Hunter (Kodenavn Hunter)
- 2009: En god nummer to
- 2009: Bestevenner
- 2009: Dead Snow (Død snø)
- 2011: Varg Veum – Geschäft mit dem Tod (Varg Veum – I mørket er alle ulver grå)
- 2011: Dag (Fernsehserie)
- 2011: Bambieffekten
- 2011: King Curling – Blanke Nerven, dünnes Eis (Kong Curling)
- 2012: Gnade (Spielfilm)
- 2012: Wie du mich siehst (Som du ser meg)
- 2013: Pioneer
- 2013–2015: Mord im Mittsommer (Morden i Sandhamn)
- 2014: 1001 Gramm
- 2015–2020: Occupied – Die Besatzung (Okkupert, Fernsehserie)
- 2015: The Wave – Die Todeswelle (Bølgen)
- 2018: Mord im Mittsommer (Morden i Sandhamn)
- 2018: The Quake – Das große Beben (Skjelvet)
- 2018–2019: Heimebane
- 2020: Charter
- 2020: Superkrim (Fernsehserie)
- 2021: Hvite gutter – Leo er fattig
- 2022: Blinded (Fartblinda, Fernsehserie)
- 2022: Det som vil bli
- 2022: Storm
- 2024: I dina händer (Mini-Serie)
- 2024: Oslo Stories: Träume (Drømmer)
- 2025: The Ugly Stepsister

### Moderatorin
- 2003: Store Studio
- 2004: Først og sist
- 2004: Nettopp nå
- 2006: Typisk norsk
- 2008: Senkveld
- 2011: Senkveld

## Theater
| Jahr | Stück                              | Rolle                       |
| ---- | ---------------------------------- | --------------------------- |
| 2015 | Mutter Courage und ihre Kinder     | «Mutter Courage»            |
| 2009 | Drapene i Aalst                    | «Kathy»                     |
| 2008 | Boeing Boeing                      | «Greta»                     |
| 2007 | Die Katze auf dem heißen Blechdach | «Margaret»                  |
| 2006 | Verdas mest forelska par           | «Rosina Myrl» / «Monellika» |
| 2005 | Isslottet                          | «Siss»                      |
| 2005 | Fedras kjærleik                    | «Strofe»                    |
| 2004 | Der kaukasische Kreidekreis        | Gouverneursfrau Natella     |
| 2004 | Eit Draumspel                      | «Lina»/«Victoria»/«Kristin» |
| 2004 | Antigone                           | «Ismene»                    |
| 2003 | Måkan                              | «Masha»                     |
| 2003 | Sjeler i natta                     | «Johanna»                   |
| 2002 | Andejakt                           | «Irina»                     |
| 2002 | Don Juan                           | «Mathurine»                 |
| 2001 | Flammefjes                         | «Olga»                      |
| 2001 | Hedda Gabler                       | «Hedda»                     |
| 2000 | Oleanna                            | «Carol»                     |

## Auszeichnungen
- 2004: Amanda für Svarte penger, hvite løgner (Beste Hauptdarstellerin)
- 2004: Folkets Filmpris
- 2006: Amanda für Genosse Pedersen (Beste Hauptdarstellerin)
- 2007: Gullruten für Codename Hunter (Beste TV-Darstellerin)
- 2008: Amanda für Lønsj (Beste Nebendarstellerin)
- 2012: Heddaprisen für die Rolle als Shui-Ta in dem Stück Det gode menneske fra Sezuan.
- 2016: Heddaprisen für die Rolle als Aig in Solaris korrigert[5]
- 2018: Gullruten für Heimebane (Beste TV-Darstellerin)[6]
- 2021: Guldbaggen als beste Hauptdarstellerin für ihre Rolle als Alice in Charter[7]